# Valdemorales (kommunhuvudort)
Valdemorales är en kommunhuvudort i Spanien.   Den ligger i provinsen Provincia de Cáceres och regionen Extremadura, i den centrala delen av landet, 240 km sydväst om huvudstaden Madrid. Valdemorales ligger 433 meter över havet och antalet invånare är 239.
Terrängen runt Valdemorales är varierad. Runt Valdemorales är det ganska glesbefolkat, med 21 invånare per kvadratkilometer. Närmaste större samhälle är Miajadas, 14,9 km öster om Valdemorales. Trakten runt Valdemorales består i huvudsak av gräsmarker.